# أول سكة حديدية ممتدة عبر القارة
أول سكة حديدية عبر القارات (بالإنجليزية: First Transcontinental Railroad)‏ (عرف سابقا باسم «سكة حديد الباسيفيك») هو خط سكة حديدية بطول 3069 كيلومتر تم بناؤه بين عامي 1863 و 1869 عبر غربي الولايات المتحدة ليصل شاطئ المحيط الهادي عند خليج سان فرانسيسكو مع شبكة سكة الحديدة لشرقي الولايات المتحدة عند كونسيل بلوفس (آيوا) على نهر ميسوري. بني خط السكة الحديدية من قبل ثلاث شركات خاصة هي شركة غرب الباسيفيك للسكك الحديدية، وسط الباسيفيك للسكك الحديدية، والباسيفيك المتحدة للسكك الحديدية.
افتتح الخط للقطارات في 10 مايو 1869، وذلك بطرق ما يعرف باسم المسمار الذهبي في السكة.